# IBM
L'International Business Machines Corporation, comunemente nota come IBM e soprannominata "Big Blue", è un'azienda statunitense del settore informatico, tra le più importanti al mondo. Produce e commercializza hardware, software per computer, middleware e servizi informatici, offrendo infrastrutture, servizi di hosting, cloud computing, intelligenza artificiale, computazione quantistica e consulenza nel settore informatico e strategico interessandosi di vari ambiti, dai computer mainframe fino alle nanotecnologie.
Tra le più famose invenzioni di IBM vi sono il primo calcolatore elettromeccanico, il primo PC prodotto dalla Microsoft con sistema operativo MS-DOS (il Mark 1), il floppy disk, la carta a banda magnetica, il database relazionale, la scheda madre, i connettori PS/2, l'Universal Product Code (UPC) ovvero il codice a barre, il sistema SABRE di prenotazione aerea, la DRAM e il sistema d'intelligenza artificiale Watson. Durante gli anni '60 e '70, il mainframe IBM, esemplificato dal System/360 e dai suoi successori, fu la piattaforma informatica dominante al mondo, con l'azienda che produceva l'80% dei computer negli Stati Uniti e il 70% dei computer in tutto il mondo. IBM è uno dei cosiddetti big player nel mondo delle piattaforme cloud, con la sua piattaforma globale denominata IBM Cloud, articolata in più di 60 data center cloud ed organizzata sia in multi-zone che in single-zone.
Tra le società più attive nell'ambito della ricerca scientifica, IBM è detentrice di un record risultando nel 2020, per il ventottesimo anno di fila, la società che ha registrato il maggior numero di brevetti negli Stati Uniti. Attiva anche nella computazione quantistica, ha prodotto il primo computer quantistico in cloud (chiamato IBM Q Experience) e il primo computer quantistico commerciabile (IBM Q System One).
Negli anni IBM ha più volte modificato il suo campo di attività, entrando o uscendo da specifici settori di mercato: nel 1991 ha creato la società di stampanti Lexmark; nel 2002 ha acquisito la società PricewaterhouseCoopers; nel 2004 ha ceduto la divisione personal computer (ThinkPad/ThinkCentre) alla società Lenovo (alla quale nel 2014 ha ceduto anche la divisione server basati su x86); nel 2009 ha acquisito la società SPSS (2009), seguita da The Weather Company (2016) e, infine Red Hat (2019).

## Storia

### La creazione e le prime attività
Costituita il 16 giugno 1911, ma attiva dal 1888, la IBM ha sede ad Armonk, New York, USA.
Nel 1885, Julius E. Pitrap brevetta la prima una bilancia che calcola automaticamente il prezzo del prodotto che pesa, la Computing Scale. Nel 1888 Alexander Dey inventa il registratore di cassa; Herman Hollerith brevetta l'Electric Tabulating Machine; nel 1889 i fratelli Bundy inventano un orologio che registra su un nastro di carta l'orario di ingresso e uscita dalla fabbrica dei lavoratori. Il 16 giugno 1911, le loro quattro compagnie vengono riunite da Charles Ranlett Flint, che fonda una quinta compagnia, la Computing-Tabulating-Recording Company (CTR) con sede a Endicott, New York. Cinque società con 1.300 dipendenti, uffici e stabilimenti a Endicott e Binghamton (nello Stato di New York), Dayton (Ohio), Detroit (Michigan), Washington DC e Toronto. Producono macchinari destinati alla vendita o al noleggio, come bilance commerciali, marcatempo industriali, affettatrici, tabulatori e schede perforate.
Nel 1910 Herman Hollerith conferisce i suoi brevetti per la Germania a Willy Heidinger, un commerciante di macchine addizionatrici che fonda la Deutsche Hollerith Maschinen Gesellschaft, abbreviata in Dehomag. In seguito, Hollerith vende l'intera attività a Charles Flint e questi a sua volta la cede a Thomas J. Watson, che nel 1924 cambia il nome dell'azienda in IBM. Sotto la guida di Watson l'azienda diventa leader nel campo dei sistemi meccanografici, destinati ad avere un grande successo nell'epoca del New Deal rooseveltiano. L'IBM inizia le sue attività in Italia nel 1927 con la prima filiale che viene aperta nel 1928 a Milano.
Nel 1924 Thomas J. Watson Sr., licenziato dalla National Cash Register Company da John Henry Patterson, chiama Flint e ottiene un posto alla CTR come direttore generale. Undici mesi dopo, risolte le cause giudiziarie relative alla sua permanenza in NCR, viene nominato presidente. Avendo appreso le pratiche commerciali pionieristiche di Patterson durante il suo periodo in NCR, Watson decide di applicarle anche in CTR. Introduce convenzioni di vendita e offre generosi incentivi per gli agenti di vendita, si concentra sul servizio clienti, insiste sul fatto che i venditori si presentino ben curati e sicuri e infine, ha un fervore evangelico per infondere orgoglio e lealtà in ogni lavoratore. La sua parola d'ordine è "Pensa" e diventa un mantra per i dipendenti di ogni azienda. Durante i primi quattro anni di Watson, i ricavi raggiungono i 9 milioni di dollari (equivalenti a circa 130 milioni di dollari odierni) e le attività dell'azienda si espandono in Europa, Sud America, Asia e Australia. Il 14 febbraio 1924 Watson, a cui il nome "Computing-Tabulating-Recording Company" non è mai piaciuto, sceglie di sostituirlo con "International Business Machines", ritenuto più espansivo. Nel 1933 la maggior parte delle filiali risulta incorporata nell'unica società IBM.
Nel 1937 le apparecchiature di tabulazione di IBM permettono di gestire ed elaborare enormi quantità di dati: tra i suoi clienti figura il governo degli Stati Uniti che, ai sensi del Social Security Act, era tenuto a mantenere i registri di lavoro di 26 milioni di persone. In Germania la succursale Deutsche Hollerith Maschinen Gesellschaft Dehomag di Willy Heidinger iniziò ad affittare le macchina IBM e la tecnica Hollerith come società autonome fino a quando, nel 1922 con la super inflazione tedesca causata dai debiti di guerra, la società non fu più in grado di pagare i 450 milioni di marchi per l'uso del brevetto e fu costretta ad accettare la proposta dell'allora presidente dell'IBM, Watson, della cessione del 90% delle loro azioni in cambio della cancellazione del debito. La ditta tedesca diventò una filiale IBM importante in quanto produceva quasi la metà del fatturato dell'intero gruppo.
Nel 1949, Thomas Watson Sr. crea la IBM World Trade Corporation, una consociata di IBM focalizzata su operazioni estere.
Nel 1952, dopo quasi 40 anni passati al timone dell'azienda, Watson si dimette e al suo posto come presidente viene nominato suo figlio Thomas Watson Junior. Nel 1956 la compagnia fornisce una prima dimostrazione pratica di intelligenza artificiale quando Arthur L. Samuel del laboratorio Poughkeepsie di New York programma un IBM 704 non solo per giocare a dama, ma anche per "imparare" dalla propria esperienza. Nel 1957 viene sviluppato il linguaggio di programmazione FORTRAN e viene rilasciato l'IBM 610, uno dei primi computer monoutente. Nel 1961 IBM sviluppa per la compagnia aerea American Airlines il sistema di prenotazione SABRE e introduce la macchina da scrivere Selectric, che si rileva un grande successo commerciale. Nel 1963 i dipendenti e i computer IBM aiutano la NASA a tracciare i voli orbitali degli astronauti del Programma Mercury. Un anno dopo l'azienda trasferisce la sua sede centrale da New York City ad Armonk, sempre nello Stato di New York. La seconda metà degli anni '60 vede IBM continuare il suo supporto all'esplorazione spaziale, partecipando ai voli Gemini del 1965, ai voli di Saturno del 1966 e alla missione lunare del 1969.

### L'affermazione nel settore deimainframe

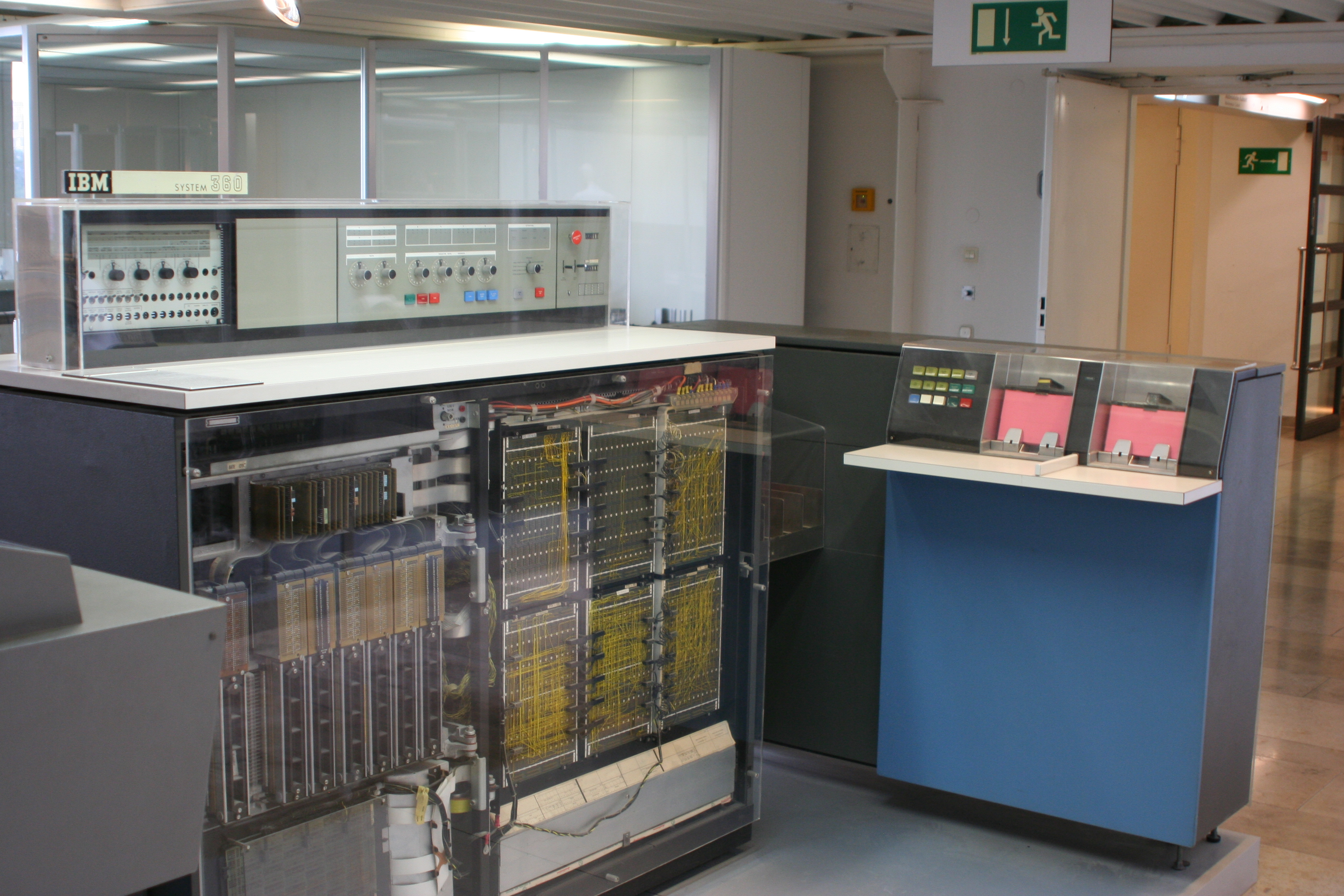
Un IBM 360/20

Con l'avvento del calcolatore elettronico, il prodotto principale di IBM diventa il mainframe, in cui è tuttora leader di mercato. Il 7 aprile 1964 annuncia la famiglia di mainframe IBM System/360 che rimane in produzione tra il 1965 e il 1978. Questa innovativa serie estende la gamma completa di applicazioni, sia commerciali che scientifiche, da grandi a piccole. Questo rappresenta un significativo passo in avanti, consentendo alle aziende di effettuare l'aggiornamento a modelli con una maggiore capacità di elaborazione senza la necessità di riscrivere le applicazioni.
Viene seguito nel 1970 da IBM System/370. Fino ai primi anni Ottanta, 360 e 370 hanno reso il mainframe IBM il computer e la piattaforma di elaborazione dominanti nel settore. I due mainframe, i sistemi operativi che funzionavano su di essi (come OS/VS17 e MVS) e il middleware basato su questi ultimi (come il monitor di elaborazione delle transazioni CICS) hanno una presa quasi monopolistica nel settore informatico e diventano quasi sinonimo dei prodotti IBM, grazie alla loro preponderante quota di mercato.
Nel 1974 l'ingegnere IBM George J. Laurer sviluppa il codice prodotto universale.
IBM e la Banca Mondiale introducono per la prima volta gli swap finanziari nel 1981, quando stipulano un accordo di swap. Il PC IBM, originariamente denominato IBM 5150, viene introdotto nel 1981 e diviene presto uno standard industriale.
Nel 1991 IBM dà vita a uno spin-off costituendo la società Lexmark, alla quale trasferisce l'attività di produzione delle stampanti.

### La crisi negli anni Ottanta e la risalita negli anni Novanta

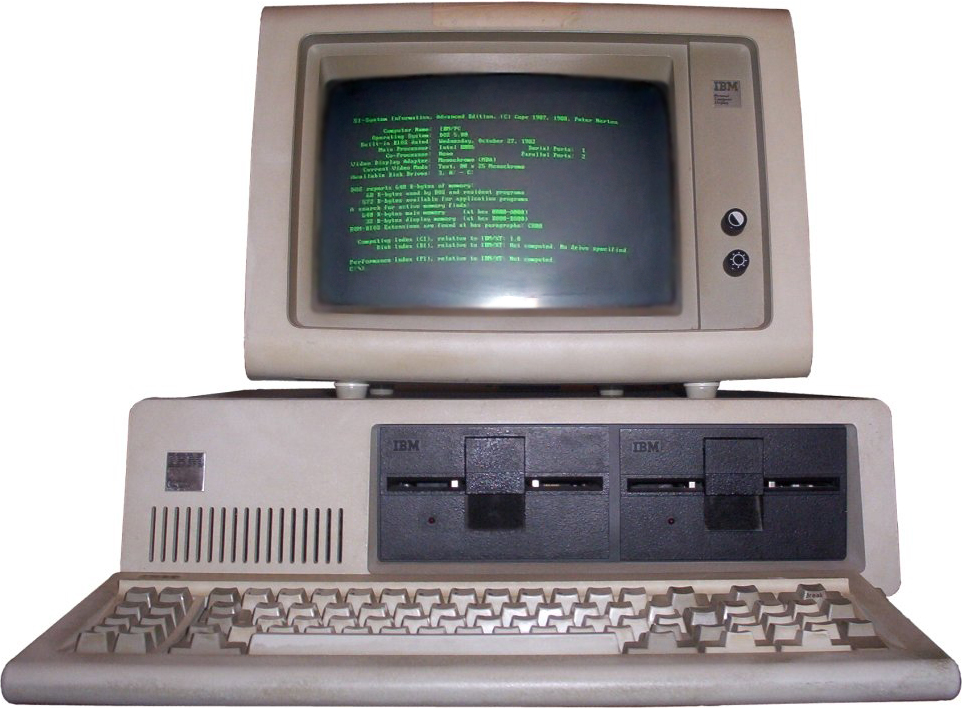
Il primo PC IBM (1981)

Tra la fine degli anni Ottanta e l'inizio degli anni Novanta, a causa dell'emergere dell'informatica distribuita, IBM attraversa un periodo di profonda crisi.
Nel 1993, IBM registra una perdita di 8 miliardi di dollari, all'epoca la più grande nella storia aziendale statunitense. L'amministratore delegato in questo periodo è Lou Gerstner.
In seguito IBM comincia a risalire la china, puntando su due direttrici: i servizi a valore aggiunto e i sistemi cosiddetti "midrange", cioè la serie AS/400, oggi iSeries. Prodotta negli stabilimenti di Rochester (USA), Santa Palomba (Italia) e nel Campus di Dublino (Irlanda), la serie ha grande successo prima nelle piccole e medie imprese e poi anche nelle grandi aziende, dove si conquista un posto come "snodo" fra i grandi Mainframe e le unità produttive decentrate. I Server AS/400 basati sul sistema operativo integrato proprietario Os/400, poi rinominato i5/OS e ora IBM i, fanno conoscere i sistemi e le applicazioni gestionali del mondo IBM a tantissime piccole e medie imprese, che non si sarebbero potute permettere i mainframe destinati alle multinazionali e alle grandi imprese.
Uno dei prodotti più noti di IBM è Deep Blue, computer progettato per giocare a scacchi, che nel 1997 batté l'allora campione del mondo di scacchi Garry Kasparov. Dieci anni dopo, a novembre 2007, Blue Gene (nella sua più potente configurazione, Blue Gene/L) è il più potente computer del pianeta. Il primato di questo calcolatore è stato superato nel giugno 2008 da IBM Roadrunner.

### Gli anni 2000 e le acquisizioni

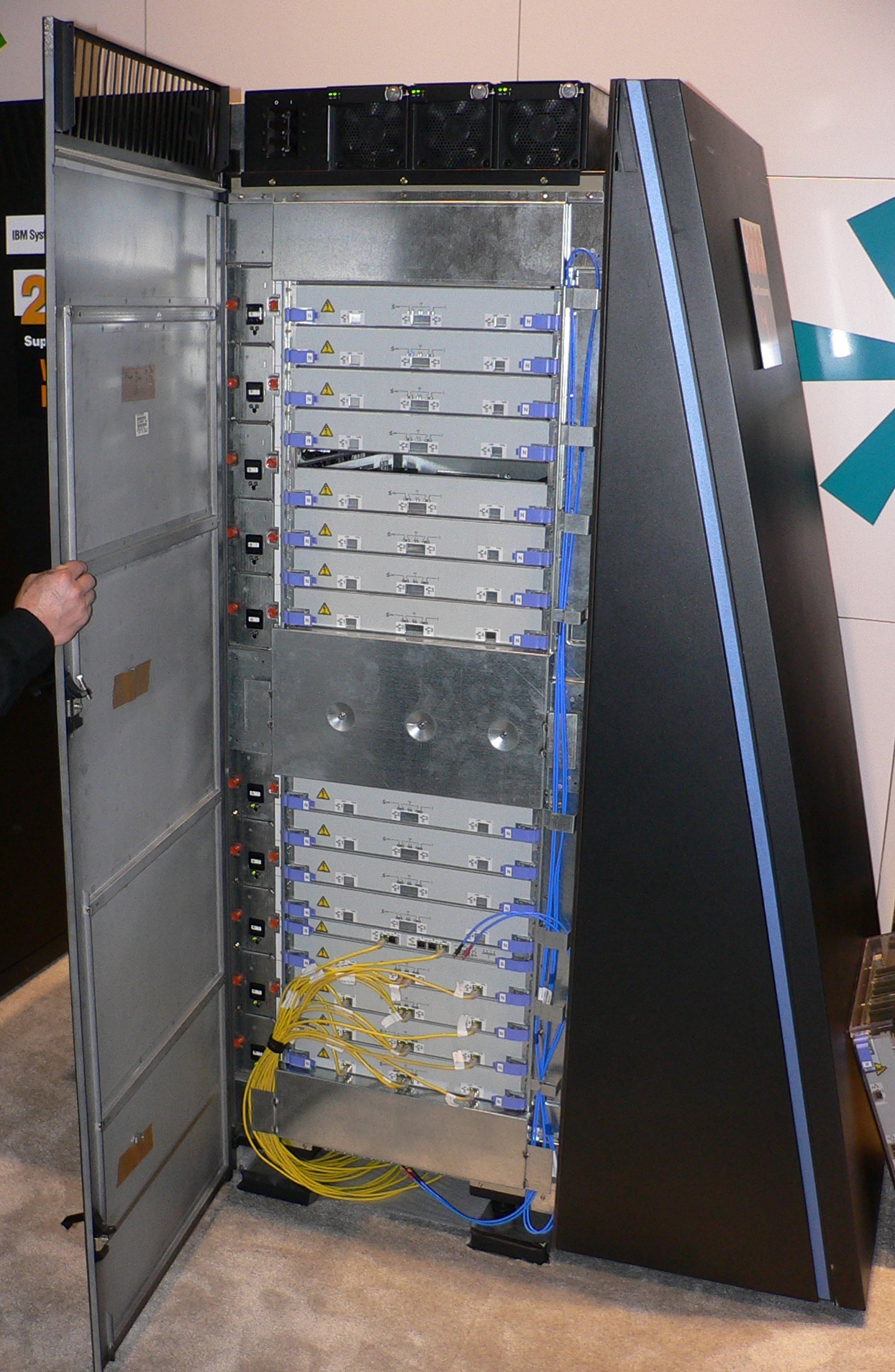
Cabinet del sistema

Dal 2000 IBM inizia una politica di dismissioni e acquisizioni, volta a incrementare il ritorno per gli azionisti grazie allo spostamento delle vendite su prodotti/mercati maggiormente profittevoli e abbandonando attività ormai divenute "commodity" (come nei casi dei PC e delle stampanti).
Dal dicembre 2004 (operativamente da giugno 2005) IBM Corporation cede a Lenovo (azienda leader in Cina e sui mercati asiatici, attiva nella produzione di PC, cellulari, server e periferiche) la parte dell'azienda che produce computer desktop e portatili.
A partire dal 2006, IBM acquista più di 60 aziende, trasformandosi da un'azienda "hardware-centrica" a una realtà dove gran parte del fatturato deriva da software e servizi.
Nel settembre 2011, IBM diventa la seconda più grande azienda tecnologica al mondo per capitalizzazione di mercato.
La sede di Roma ospita un laboratorio di sviluppo software (in passato conosciuto anche come "Tivoli Lab") ora focalizzato sul cloud.
All'IBM FORUM di Segrate è possibile testare tutte le nuove tecnologie targate IBM. Presso l'Innovation Center For Business Partner (IIC) i Business Partner / ISV iscritti al programma Partnerworld possono effettuare test di compatibilità e di migrazione software sulle piattaforme IBM con il supporto dei migliori specialisti.
Con l'acquisizione di PricewaterhouseCoopers nel 2015, la IBM estende il suo raggio di azione alla consulenza aziendale e ai servizi. La recente vendita dei PC all'azienda cinese Lenovo e lo spostamento verso il mondo Linux, open source e soprattutto SOA, sono un esempio della continua capacità che IBM ha di rinnovarsi e superare momenti di crisi molto forti che hanno portato alla sparizione sul mercato di aziende e marchi altrettanto importanti. Sempre nel 2015, IBM annuncia importanti collaborazioni con altre aziende, tra cui Apple, Twitter, Facebook, Tencent, Cisco, UnderArmour, Box, Microsoft, VMware, CSC, Macy's, Sesame Workshop (società madre di Sesame Street) e Salesforce.com.
Nel 2014 la divisione server con architettura x86 è acquisita dal gruppo cinese Lenovo per 2,3 miliardi di dollari.
Nel febbraio 2014 IBM lancia la sua architettura PaaS (Platform As A Service) denominata Bluemix e rinominata nell'ottobre 2017 IBM Cloud, che comprende una serie di servizi, inclusa l'architettura IaaS (Infrastucture As A Service) Softlayer.
Nel 2015 IBM annuncia tre importanti acquisizioni: Merge Healthcare (per un miliardo di dollari), il fornitore di archiviazione dati Cleversafe e tutte le risorse digitali di The Weather Company, tra cui Weather.com e l'app mobile Weather Channel. Sempre quell'anno, i dipendenti IBM realizzano A Boy and His Atom, primo film molecolare a raccontare una storia. Nel 2016 IBM acquista il servizio di videoconferenza Ustream e forma una nuova unità video cloud. Ad aprile 2016 IBM registra il minimo nelle vendite trimestrali degli ultimi 14 anni. Il mese seguente IBM viene chiamata in causa da Groupon, che la accusa di violazione di brevetto. Due mesi prima, in una causa separata, IBM aveva accusato Groupon di violazione di brevetto.
Nell'ottobre 2018 IBM annuncia l'acquisizione di Red Hat per circa 34 miliardi di dollari, la maggiore acquisizione della sua storia con cui, migliorando l'offerta cloud, punta alla leadership del settore.

### Storia recente
Nell'ottobre del 2020 IBM annuncia la scissione in due società pubbliche separate. Gli obiettivi strategici dell'azienda sono il cloud computing ad alto margine e l'intelligenza artificiale, costruiti sulla base dell'acquisizione di Red Hat nel 2019. Per la nuova società "Kyndryl”, nata dall'unità IBM Global Technology Services Managed Infrastructure Services, sono previsti 90.000 dipendenti, 4.600 clienti in 115 paesi, con un portafoglio ordini di 60 miliardi di dollari. Lo spin-off di IBM ha un valore maggiore di qualsiasi precedente cessione e viene accolto con favore dagli investitori.

## Sede e uffici

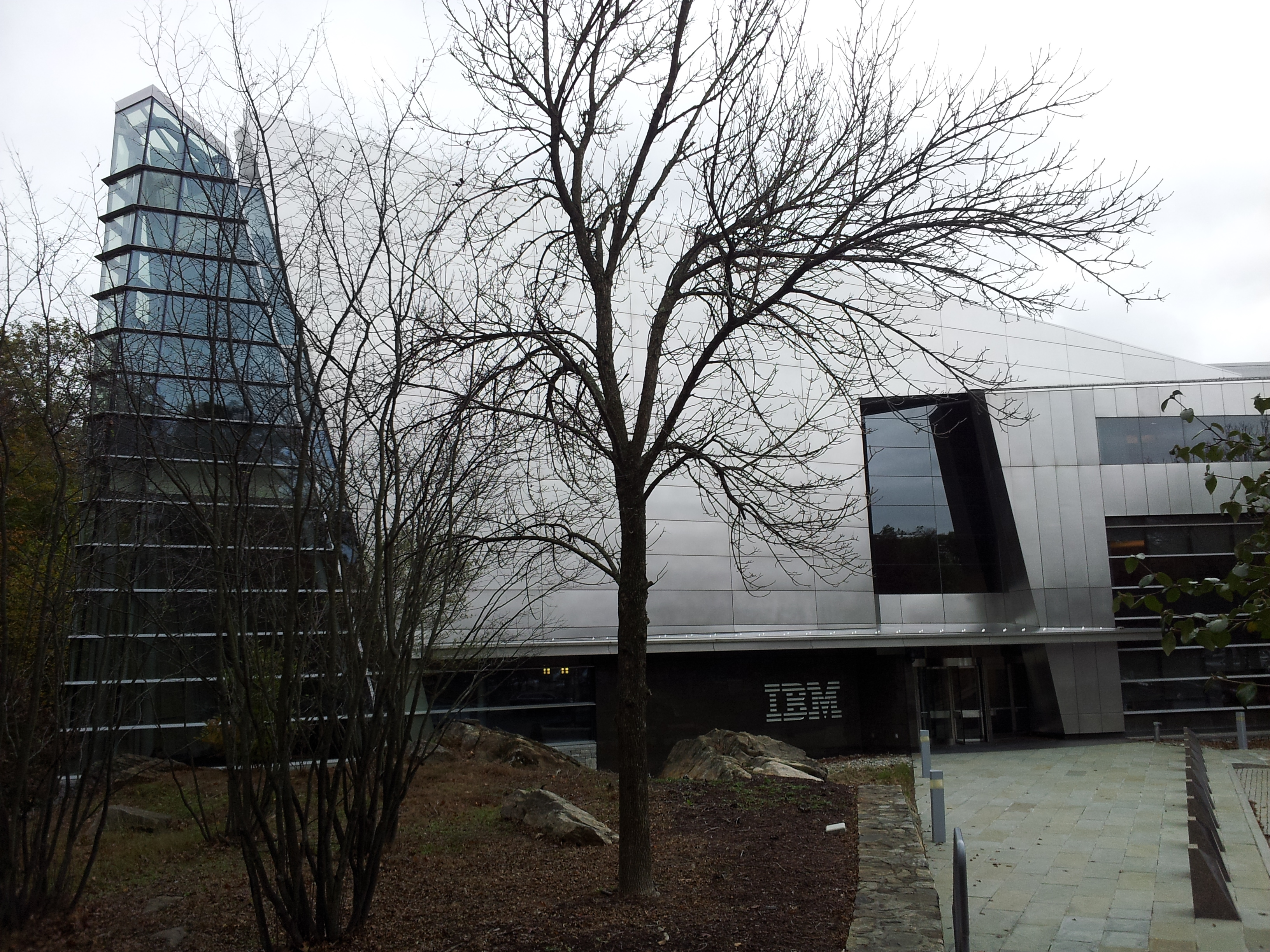
Sede IBM CHQ

IBM ha sede ad Armonk, nello Stato di New York, una comunità a 60 chilometri a nord di Midtown Manhattan. Il suo edificio principale, indicato come CHQ, è una struttura in vetro e pietra di 26300 m²  e sorge su un parco di 25 acri, realizzato in un ex meleto di 432 acri acquistato dalla società a metà degli anni Cinquanta. A pochi passi da CHQ ci sono altri due edifici IBM: l'ufficio di North Castle, che in precedenza fungeva da quartier generale, e il Louis V. Gerstner Junior, Center for Learning (precedentemente noto come IBM Learning Center-ILC), un hotel resort e un centro di formazione, che dispone di 182 camere, 31 sale riunioni e vari servizi.
IBM opera in 174 paesi a partire dal 2016, con centri di mobilità in aree con mercati più piccoli e campus principali in quelli più grandi. A New York City, IBM ha diversi uffici oltre a CHQ, incluso il quartier generale di IBM Watson presso l'Astor Place a Manhattan. Al di fuori di New York, i principali campus negli Stati Uniti includono Austin (Texas), Research Triangle Park - Raleigh-Durham (Carolina del Nord), Rochester (Minnesota) e Silicon Valley (California).
Le partecipazioni immobiliari di IBM sono varie e diversificate a livello globale. Le torri occupate da IBM includono 1250 René-Lévesque (Montréal, Canada) e One Atlantic Center (Atlanta, Georgia, USA). A Pechino, in Cina, IBM occupa Pangu Plaza, il settimo edificio più alto della città, e si affaccia sullo stadio nazionale di Pechino ("Nido d'uccello"), sede delle Olimpiadi estive del 2008.
IBM India Private Limited è la consociata indiana di IBM, che ha sede a Bangalore, Karnataka. Ha strutture a Bangalore, Ahmedabad, Delhi, Calcutta, Mumbai, Chennai, Pune, Gurugram, Noida, Bhubaneshwar, Coimbatore, Visakhapatnam e Hyderabad.
Altri edifici importanti sono: IBM Rome Software Lab (Roma), Hursley House (Winchester, Regno Unito), 330 North Wabash (Chicago, Illinois, Stati Uniti), Cambridge Scientific Center (Cambridge, Massachusetts, Stati Uniti), IBM Toronto Software Lab (Toronto, Canada), IBM Building Johannesburg (Johannesburg, Sudafrica), IBM Building Seattle (Seattle, Washington, Stati Uniti), IBM Hakozaki Facility (Tokyo, Giappone), IBM Yamato Facility (Yamato, Giappone), IBM Canada Head Office Building (Ontario, Canada) e Watson IoT Headquarters (Monaco, Germania).
Tra gli ex Campus IBM abbiamo: IBM Somers Office Complex (Somers, New York) e Tour Eqho (Parigi, Francia).
I contributi dell'azienda all'architettura e al design industriale comprendono opere di Eero Saarinen, Ludwig Mies van der Rohe e I.M. Pei. L'edificio di Van der Rohe a Chicago è stato riconosciuto con l'Honor Award 1990 dal National Building Museum.
IBM è stata riconosciuta come uno dei 20 migliori ambienti di lavoro per pendolari dalla United States Environmental Protection Agency (EPA) nel 2005, che ha valutato le società Fortune 500 che hanno fornito ai dipendenti pendolari vantaggi per contribuire a ridurre il traffico e l'inquinamento atmosferico.
Nel 2004 sono state sollevate preoccupazioni relative all'impatto ambientale fornito inizialmente dalla sede IBM di Endicott, New York.

## Attività
IBM è attiva in molti settori: dai server venduti con vari sistemi operativi (AIX, Linux, Windows NT), al software (questa divisione nasce nel 1995), ai servizi in ambito informatico, ai microprocessori. In relazione a questi ultimi, ad esempio, i PowerPC sono usati nelle console di settima generazione come Xbox 360 e Nintendo Wii. Insieme a Sony e Toshiba, invece, IBM ha sviluppato il processore multimediale Cell, utilizzato nella PlayStation 3. NorthPole è il microprocessore lanciato nel 2023 per l'intelligenza artificiale.
IBM ha sposato da tempo la scelta di sostenere il software Open Source contribuendo con propri specialisti alla realizzazione di pilastri come il server HTTP Apache e l'ambiente di sviluppo software Eclipse. Quest'ultimo è pensato come un framework multipiattaforma facilmente integrabile e personalizzabile per diversi ambienti e linguaggi di programmazione, partendo da Java, ma oggi anche con supporti per PHP.
La politica commerciale mondiale di IBM è basata essenzialmente su una rete di business partner che veicolano la maggior parte dei prodotti e servizi della casa madre. In Italia, per rispondere alle esigenze gestionali del mercato e per le specificità fiscali richieste, IBM ha sviluppato le Applicazioni Contabili Gestionali (ACG) disponibili sia in ambiente iSeries che in ambiente Java. Le ACG sono interamente realizzate in Italia e vengono vendute con circa l'ottanta per cento dei programmi in formato sorgente, in modo da permettere numerose personalizzazioni che oggi compongono un folto catalogo disponibile presso i business partner.

## Prodotti e servizi
IBM ha un portafoglio ampio e diversificato di prodotti e servizi.
A partire dal 2016, le attività principali rientrano nelle categorie di cloud computing, intelligenza artificiale, commercio, dati e analisi, Internet of Things (IoT), infrastruttura IT, mobile e sicurezza.
IBM Cloud include infrastructure as a Service (IaaS), Software as a Service (SaaS) e Platform as a Service (PaaS) offerti attraverso cloud pubblici, privati e ibridi. Ad esempio, IBM Bluemix PaaS consente agli sviluppatori di creare rapidamente siti web complessi su un modello pay-as-you-go. IBM SoftLayer è un server dedicato, hosting gestito e provider di cloud computing, che nel 2011 ha riferito di ospitare oltre 81.000 server per oltre 26.000 clienti. IBM fornisce anche Cloud Data Encryption Services (ICDES), utilizzando la suddivisione crittografica per proteggere i dati dei clienti.
IBM ospita inoltre ogni anno InterConnect, la conferenza di settore sul cloud computing e le tecnologie mobili.
L'hardware progettato da IBM per queste categorie include i microprocessori POWER IBM, impiegati in molte console, tra cui Xbox 360, PlayStation 3 e Nintendo Wii U. IBM Secure Blue è un hardware di crittografia che può essere integrato in microprocessori. Nel 2014 la società ha annunciato TrueNorth, un circuito integrato CMOS neuromorfo e un investimento di 3 miliardi di dollari nei successivi cinque anni per progettare un chip neurale che imita il cervello umano, con 10 miliardi di neuroni e 100 trilioni di sinapsi, ma che utilizza solo 1 chilowatt di potenza. Nel 2016 la società ha lanciato array all-flash progettati per aziende di piccole e medie dimensioni, che includono software per la compressione, il provisioning e le istantanee dei dati su vari sistemi.
L'outsourcing IT rappresenta anche un importante servizio fornito da IBM, con oltre 40 data center in tutto il mondo. AlphaWorks è la fonte di IBM per le tecnologie software emergenti e SPSS è un pacchetto software utilizzato per l'analisi statistica. La suite Kenexa di IBM offre soluzioni per l'impiego e la fidelizzazione e include BrassRing, un sistema di tracciamento dei candidati utilizzato da migliaia di aziende per il reclutamento. IBM possiede anche The Weather Company, che fornisce previsioni meteorologiche e include weather.com e Weather Underground.
Smarter Planet è un'iniziativa che mira a raggiungere la crescita economica, l'efficienza a breve termine, lo sviluppo sostenibile e il progresso della società, prendendo di mira opportunità come reti intelligenti, sistemi di gestione delle risorse idriche, soluzioni per la congestione del traffico ed edifici più ecologici.
Le disposizioni sui servizi includono Redbook, che sono libri online disponibili al pubblico sulle migliori pratiche con i prodotti IBM, e developerWorks, un sito Web per sviluppatori software e professionisti IT con articoli e tutorial pratici, nonché download di software, esempi di codice, forum di discussione, podcast, blog, wiki e altre risorse per sviluppatori e professionisti tecnici.
IBM Watson è una piattaforma tecnologica che utilizza l'elaborazione del linguaggio naturale e l'apprendimento automatico per rivelare intuizioni da grandi quantità di dati non strutturati. Watson ha debuttato nel 2011 nel game show americano Jeopardy!, dove ha gareggiato contro i campioni Ken Jennings e Brad Rutter, vincendo un torneo di tre partite. Da allora Watson è stato applicato ad aziende, settore sanitario, sviluppatori e università. Ad esempio, IBM ha collaborato con il Memorial Sloan Kettering Cancer Center per aiutare a considerare le opzioni di trattamento per i pazienti oncologici e per fare screening del melanoma. Inoltre, diverse aziende hanno iniziato a utilizzare Watson per i call center, sostituendo o assistendo gli operatori del servizio clienti.
Nel gennaio 2019, IBM ha presentato il suo primo computer quantistico commerciale IBM Q System One. L'azienda gestisce nel cloud il servizio IBM Quantum che permette di eseguire e testare software e apprendere la programmazione quantistica.
IBM fornisce anche un'infrastruttura per il dipartimento di polizia di New York City attraverso IBM Cognos Analytics per eseguire visualizzazioni di dati di criminalità CompStat.

## Ricerca
La ricerca fa parte di IBM sin dalla sua fondazione, ha origine nel 1945, quando il Watson Scientific Computing Laboratory viene fondato presso la Columbia University di New York City, trasformando una confraternity house (residenza per gli studenti del college) nella West Side di Manhattan nel primo laboratorio IBM.
IBM Research costituisce la più grande organizzazione di ricerca industriale al mondo, con 19 strutture di ricerca afferenti a 12 laboratori in 6 continenti:
- IBM Research - Africa (Nairobi-Kenya e Johannesburg-Sudafrica)
- IBM Research - Almaden (San Jose-California)
- IBM Research - Australia (Melbourne)
- IBM Research - Brazil (San Paolo e Rio de Janeiro)
- Cambridge - IBM Research and MIT-IBM Watson AI Lab (Cambridge, USA)
- IBM Research - China (Pechino)
- IBM Research  - Israel (Haifa)
- IBM Research - Ireland (Dublino)
- IBM Research - India (New Dehli e Bengaluru)
- IBM Research - Japan (Tokyo e Shin-kawasaki)
- IBM Research - Switzerland (Zurigo)
- IBM Thomas J. Watson Research Center (Yorktown Heights e Albany)

In termini di investimenti, le spese di ricerca e sviluppo di IBM ammontano a diversi miliardi di dollari ogni anno. Nel 2012 tale spesa era di circa 6,9 miliardi di dollari. Recenti stanziamenti hanno incluso un miliardo di dollari per creare una business unit per Watson nel 2014, 3 miliardi di dollari per creare un semiconduttore di nuova generazione insieme a 4 miliardi di dollari per far crescere gli "imperativi strategici" dell'azienda (cloud, analisi, mobile, sicurezza, social) nel 2015.
IBM è stato uno dei principali sostenitori dell'Open Source Initiative e ha iniziato a supportare Linux nel 1998. La società investe miliardi di dollari in servizi e software basati su Linux attraverso l'IBM Linux Technology Center, che comprende oltre 300 sviluppatori di kernel Linux. IBM ha anche pubblicato codice con diverse licenze open source, come il framework software indipendente dalla piattaforma Eclipse (per un valore di circa 40 milioni di dollari al momento della donazione), la licenza International Components for Unicode (ICU) a tre frasi e Java Apache Derby basato su un sistema di gestione di database relazionale (RDBMS). Il coinvolgimento dell'open source di IBM non è stato tuttavia privo di problemi (consultare SCO v. IBM).
Le invenzioni e gli sviluppi famosi di IBM includono: il bancomat (ATM), la memoria dinamica ad accesso casuale (DRAM), il keypunch elettronico, lo scambio finanziario, il floppy disk, il disco rigido, la scheda a banda magnetica, il database relazionale, RISC, il sistema di prenotazione della compagnia aerea SABRE, SQL, il codice a barre UPC (Universal Product Code) e la macchina virtuale.
Inoltre, nel 1990 gli scienziati dell'azienda hanno utilizzato un microscopio a scansione di tunnel per disporre 35 singoli atomi di xeno per specificare l'acronimo dell'azienda, segnando la prima struttura assemblata un atomo per volta.
Una parte importante della ricerca IBM è la generazione di brevetti. Sin dal suo primo brevetto per un dispositivo di segnalazione del traffico, IBM è stata una delle fonti di brevetto più prolifiche al mondo. Nel 2018 l'azienda detiene per il 25º anno consecutivo il record per il maggior numero di brevetti generati da un'azienda.
Cinque IBM hanno ricevuto il premio Nobel: Leo Esaki, del Thomas J. Watson Research Center di Yorktown Heights, New York, nel 1973, per il lavoro sui semiconduttori; Gerd Binnig e Heinrich Rohrer, del Centro di ricerca di Zurigo, nel 1986, per il microscopio a scansione a tunnel; e Georg Bednorz e Alex Müller, anche loro di Zurigo, nel 1987, per la ricerca sulla superconduttività. Numerosi IBM hanno anche vinto il Turing Award, tra cui la prima donna ad averlo ricevuto, Frances E. Allen.
La ricerca attuale include una collaborazione con l'Università del Michigan per vedere i computer fungere da consulente accademico per gli studenti universitari di informatica e ingegneria all'università e una partnership con AT&T, che combina le loro piattaforme cloud e Internet of Things (IoT) per renderle interoperabili e per fornire agli sviluppatori strumenti più semplici.
La società è inoltre impegnata nella ricerca di algoritmi avanzati e machine learning e dei loro processi decisionali. A tal fine, la società ha recentemente pubblicato uno strumento di analisi su come e perché gli algoritmi prendono le decisioni durante la ricerca di errori nel processo decisionale automatizzato.

## Marchio e reputazione
IBM è soprannominata Big Blue in parte per il suo logo blu e la combinazione di colori, e anche in parte poiché IBM una volta aveva un codice di abbigliamento di fatto di camicie bianche con abiti blu. Il logo aziendale ha subito diversi cambiamenti nel corso degli anni, con l'attuale logo a "8 barre" progettato nel 1972 dal grafico Paul Rand. Era un sostituto generale per un logo a 13 barre, poiché le fotocopiatrici d'epoca non rendevano bene le grandi aree. A parte il logo, IBM ha utilizzato Helvetica come carattere tipografico aziendale per 50 anni, fino a quando non è stato sostituito nel 2017 da IBM Plex, font progettato su misura.
IBM ha un marchio prezioso, risultato di oltre 100 anni di operazioni e campagne di marketing. Dal 1996, IBM è il partner tecnologico esclusivo per il torneo The Masters, uno dei quattro campionati più importanti nel golf professionale, con IBM che ha creato il primo Masters.org (1996), la prima cam (1998), la prima app per iPhone con live streaming (2009) e il primo feed 4K Ultra High Definition in diretta negli Stati Uniti per un importante evento sportivo (2016). Di conseguenza, il CEO di IBM Ginni Rometty è diventato il terzo membro femminile dell'organo di governo dei Masters, l'Augusta National Golf Club. IBM è anche uno dei principali sponsor nel tennis professionale, con impegni presso gli Stati Uniti Open, Wimbledon, Australian Open e French Open. La società ha anche sponsorizzato i Giochi olimpici dal 1960 al 2000 e la National Football League dal 2003 al 2012.
Nel 2012 il marchio IBM è stato valutato in $ 75,5 miliardi e classificato da Interbrand come il secondo miglior marchio al mondo. Nello stesso anno, è stata anche classificata la migliore compagnia per leader (Fortune), la seconda compagnia verde negli Stati Uniti (Newsweek), la seconda compagnia più rispettata (Barron's), la quinta compagnia più ammirata (Fortune), la diciottesima società più innovativa (Fast Company) e numero uno nella consulenza tecnologica e numero due nell'outsourcing (Vault). Nel 2015 Forbes ha classificato IBM il quinto marchio più prezioso.

## Dati economici
Nel 2017 i ricavi sono stati pari a 79,1 miliardi $ con un utile di 5,7 miliardi $ Nel 2018 fatturato stabile (US$ 79,59 miliardi con un utile in aumento a US$ 8,72 miliardi).

## Critiche
IBM è stata severamente criticata da alcuni clienti e fan in occasione del graduale abbandono negli anni novanta del sistema operativo per personal computer noto come OS/2, che la poneva in una posizione di diretta concorrenza con Microsoft, e successivamente per il rifiuto di rendere disponibile il relativo codice sorgente alla comunità Open Source.

## Prodotti IBM
- Applicazioni - Desktop & Enterprise
  - IBM Lotus SmartSuite
    - Lotus 1-2-3
    - Lotus Organizer

  - Lotus Symphony
- Commercio Elettronico
  - WebSphere Commerce Enterprise
  - WebSphere Commerce - Express
  - WebSphere Commerce Professional
  - WebSphere Commerce Developer Editions
  - WebSphere Digital Media Enabler
- Elaborazione transazioni host
  - CICS Transaction Server
  - IBM Information Management System
  - CICSPlex
  - CICS Transaction Gateway
- Multimedia & Publishing
  - Networked Interactive Content Access (NICA)
- Produttività aziendale, Portali & Collaborazione
  - Lotus Notes/Domino
  - Lotus QuickPlace
  - Lotus Sametime
  - Lotus Sametime Enterprise Meeting Server
  - WebSphere Portal
  - Cognos Analytics (denominato Cognos Business Intelligence fino alla versione 10)
- Lotus Domino
  - Collaboration Express
  - Enterprise Server
  - Messaging Express
  - Messaging Server
  - Utility Express
  - Utility Server
- Lotus Domino Access per Microsoft Outlook
- Lotus Domino Designer
- Lotus Domino Document Manager (precedentemente Domino.Doc)
- Lotus Domino Everyplace
- Lotus Domino Unified Communications
- Lotus Domino Web Access
- Lotus Domino WebMail
- Database Management System
  - Universal Database DB2
  - DB2
  - IBM Information Management System

## Presenza ed attività nel mondo

### Italia
- 1927 L'International Business Machine (IBM) inizia l'attività in Italia come Società Internazionale Macchine Commerciali (SIMC). La compagnia è guidata da Giulio Vuccino (1894-1980), che era entrato in IBM poco dopo la prima guerra mondiale a Parigi, dove organizzava corsi di formazione per il personale commerciale. Vuccino proseguirà poi il suo lavoro come direttore generale in Italia per 33 anni, presidente per 10 anni e presidente onorario del consiglio d'amministrazione di IBM Italia per nove anni. A Milano è funzionante lo stabilimento di Via Tolmezzo.
- 1928 Il primo ufficio, con 11 impiegati, viene aperto nel centro di Milano.
- 1930 La SIMC apre una filiale a Roma.
- 1934 Viene fondata la Hollerith Italiana S.A. per gestire la produzione e la vendita di macchine elettrocontabili IBM. L'INPS comincia a pagare le pensioni utilizzando schede perforate IBM come ricevute.
- 1933 Apre a Milano il primo Centro di elaborazione dati IBM. Cominciano i corsi di formazione per il personale commerciale.
- 1935 La compagnia inaugura lo stabilimento di Milano: il primo prodotto assemblato in questo stabilimento è l'IBM 080 Horizontal Sorter.
- 1937 La IBM apre una scuola per i propri sistemisti tecnico commerciali.
- 1939 La compagnia è rinominata Watson Italiana S.A. Nazionale Macchine Aziendali.
- 1944 Entra in funzione il primo calcolatore elettromeccanico Mark 1, pesante 5 tonnellate e con più di 3000 relè. Proprio da questo computer nasce la parola bug, perché un insetto era rimasto schiacciato tra 2 relè e aveva iniziato a causare malfunzionamenti.
- 1946 Lo stabilimento di Milano viene ampliato.
- 1947 La società viene rinominata IBM Italia e apre una filiale a Venezia che sarà poi chiusa nel 1992. La Banca Commerciale Italiana apre un centro elaborazione dati a Parma usando apparecchiature IBM per la gestione delle 240 agenzie in Italia.
- 1948 L'IBM Italia apre uffici a Firenze e Napoli. I clienti sono 63.
- 1952 La IBM apre una filiale a Palermo.
- 1953 Lo stabilimento di Milano comincia la produzione del calcolatore elettronico IBM 604. L'IBM apre gli uffici a Bologna.
- 1955 L'IBM apre una filiale a Brescia che sarà poi chiusa nel 1993.
- 1956 La IBM Italia apre il suo primo centro di formazione in una villa a Rivoltella del Garda che sarà poi chiuso nel 1992. La compagnia apre filiali a Trieste (poi chiusa nel 1992), Verona (poi chiusa nel 2005) e Cagliari.
- 1957 La IBM apre un ufficio a Padova.
- 1959 La IBM apre una filiale a Bari che sarà poi ceduta a IBM SEMEA SUD e riacquisita nel 2005.
- 1960 La IBM apre una filiale ad Ancona che sarà poi chiusa nel 2005. In Italia i dipendenti sono oltre 2200. L'Euratom ordina tre sistemi di elaborazione dati: un IBM 7090, un IBM 1401 ed un IBM 1620 per i propri uffici in Ispra. La Rai installa il primo IBM 7070 sistema di elaborazione dati. Sono 28 le casse di risparmio italiane che usano apparecchiature IBM.
- 1961 L'IBM apre uffici a Bolzano che saranno poi chiusi nel 1993, Catania, Cremona e Novara (questi ultimi successivamente chiusi).
- 1962 La compagnia apre uffici a Vicenza (poi chiuso nel 1992) e a Sassari (poi chiuso nel 2010).
- 1963 Nascono le prime memorie estraibili su dischi magnetici antenati dei floppy disc.
- 1964 Viene realizzato il primo software per l'elaborazione di testi (Word Processor).
- 1965 Lo stabilimento di Milano produce il primo IBM System/360 Model 20. L'IBM annuncia i progetti per costruire un secondo stabilimento in Italia con 1.200 dipendenti e si pongono le fondamenta per la nuova struttura vicino a Vimercate.
- Lo stabilimento di Vimercate inizia la produzione e sostituisce definitivamente il vecchio stabilimento di Via Tolmezzo (Milano).
- 1967 Costruzione del primo floppy disc.
- 1969 IBM apre i Centri Scientifici di Bari, Pisa e Venezia. Bari e Venezia saranno poi chiusi nel 1979 e Pisa nel 1992.
- 1970 Viene inaugurato a Pomezia, vicino a Roma, uno stabilimento che ha la funzione di archivio di documentazione IBM; questo stabilimento è abbandonato nel 1981 in seguito alla nascita del nuovo stabilimento di Santa Palomba (anch'esso vicino a Roma).
- 1971 Lo stabilimento di Vimercate produce l'IBM System/360 Model 20, il System/360 e l'IBM System/3, il più piccolo sistema di elaborazione dati della compagnia. Lo stabilimento copre quasi 40 000 metri quadrati ed impiega quasi 2000 persone.
- 1972 Lo stabilimento di Vimercate produce l'IBM System/370 Model 125.
- 1973 L'IBM apre un nuovo centro di formazione a Novedrate, circa 30 chilometri a nord di Milano, che sarà poi chiuso nel 2003.
- 1975 L'IBM Italia trasferisce la propria sede centrale a Segrate, nei pressi dell'aeroporto di Milano Linate.
- 1980 Nasce il laboratorio software di Roma; nel 1996 assumerà la denominazione di Tivoli (società americana con sede ad Austin, nel Texas, acquisita da IBM); successivamente l'attività del Laboratorio sarà progressivamente depotenziata fino a che, con la cessione di persone e attività nel 2016 e 2017, assumerà un'importanza del tutto residuale.
- Viene prodotto su larga scala il primo computer elettronico con sistema operativo DOS prodotto dalla Microsoft.
- 1981 Inizia l'attività un nuovo stabilimento di produzione a Santa Palomba, vicino a Roma, che fruirà di finanziamenti provenienti dalla Cassa per il Mezzogiorno; lo stabilimento viene inaugurato nel 1982. Lo stabilimento di Vimercate copre un'area di 110 000 metri quadrati e impiega circa 3000 persone.
- 1982 Comincia ad operare a Basiano, vicino a Milano, un grande centro di distribuzione prodotti. Nel 1992 questo centro sarà oggetto di una cessione di ramo d'azienda a IBM Distribuzione S.r.L. e successivamente riacquisito in IBM; nel 1998 sarà oggetto di un'ulteriore cessione di ramo d'azienda a Geodis Logistics S.r.L. e, successivamente, acquisito da Zust Ambrosetti per essere poi definitivamente chiuso.
- 1983 L'IBM Italia impiega più di 12500 persone.
- 1990 La IBM fonda IBM SEMEA (Sud Europa, Medio Oriente ed Africa), che assume responsabilità per le attività della compagnia in Italia e altri 40 paesi.
- 1990 L'IBM Italia costituisce la Fondazione IBM Italia. La fondazione non ha fini di lucro ed opera in campo sociale e culturale promuovendo progetti incentrati sull'innovazione tecnologica.[29]
- 1991 Viene aperto a Bari il primo centro di sviluppo di soluzioni avanzate. Seguiranno, negli anni successivi, i centri di Napoli, Cagliari e Catania. Le aree di attività riguardano, in particolare, il software avanzato per le applicazioni multimediali, il wireless, la sicurezza delle reti e l'e-learning.
- 1992 Chiudono gli uffici di Alessandria, Parma, Perugia, Treviso, Trento, Livorno e Udine.
- 1996 Il laboratorio di sistemi di networking diviene il Laboratorio Tivoli di Roma, con una missione mondiale nello sviluppo di sistemi avanzati di gestione delle reti.
- 1997 L'IBM SEMEA diviene IBM Italia, responsabile per le attività in Portogallo, Grecia, Turchia, Israele e Sudafrica.
- 2000 Gli stabilimenti di Vimercate e Santa palomba vengono scorporati da IBM e ceduti a Celestica Italia S.p.A.
- 2003 Celestica Italia S.p.A. chiude lo stabilimento di Santa Palomba.
- 2004 Viene inaugurata, sempre a Segrate, la nuova sede di IBM Italia. Dotata di infrastrutture tecnologiche d'avanguardia, ospita, oltre agli uffici e alla direzione generale, l'IBM Forum Milano, sede di eventi e dimostrazione per i clienti in collaborazione con i business partner.
- 2005 IBM abbandona la sede storica dello stabilimento di Via Tolmezzo a Milano. Apre a Roma il E-Government Open Solution Center, vetrina e laboratorio di soluzioni per l'innovazione della pubblica amministrazione.
- 2007 Celestica Italia chiude lo stabilimento di Vimercate vendendo terreno e fabbricati alle società BAMES e SEM. Rimangono aperti alcuni uffici IBM occupati da un migliaio circa di dipendenti.
- 2011 IBM Italia impiega circa 7500 persone[30].
- 2014 BAMES e SEM chiudono definitivamente lo stabilimento di Vimercate e i dipendenti IBM rimasti in alcuni uffici sono trasferiti nella nuova sede di Segrate.
- 2016 IBM Italia impiega circa 5000 persone[31] in forte calo rispetto al passato.
- 2018 La sede di IBM Italia in Roma si sposta dalla zona Torrino alla nuova Fiera di Roma.
- 2019 IBM Italia impiega 4551 persone[32] in continuo calo anno dopo anno. il 24 giugno IBM inaugura IBM Studios durante l'evento Think Summit Milano.
- 2020 Viene annunciato il piano di ristrutturazione che prevede il licenziamento di 618 persone in Italia nel corso del 2021, portando a 3468 persone la forza lavoro in Italia, con una perdita di circa 1000 posti di lavoro in soli due anni.[33]
- 2024 Viene annunciato il piano di ristrutturazione che prevede il licenziamento di 85 persone in Italia nel corso del 2024, portando a 2368 persone la forza lavoro in Italia.[34]